# Жданов (крейсер)
«Жда́нов» — советский крейсер проекта 68-бис. После модернизации — крейсер управления проекта 68У. Корабль построен на Балтийском заводе, Санкт-Петербург (ранее завод имени Орджоникидзе, г. Ленинград). Заложен 11 февраля 1950 года, спущен на воду 27 декабря 1950, вступил в строй 31 декабря 1952 года (в/ч 63834).

## Модернизации
В процессе переоборудования крейсера в корабль управления были проведены следующие модернизации оборудования и систем:
- Снята[2] третья башня ГК[3], на её месте установлена надстройка, в которой разместился СКПВ[4], кубрик музкоманды, типография, на крыше смонтирована ЗРК «Оса».
- Поставлена бизань-мачта, в 25 метрах в корму от грот-мачты, на ней установили антенное устройство для радиопередатчика «Вяз», антенны для системы «Цунами-БМ».
- Установлена система «Цунами-БМ» космической навигационно-связной системы «Циклон»
- Установлены 30-мм артустановки АК-230 с дистанционным управлением РЛС МР-104
- На юте оборудована вертолётная площадка

### Модернизация постов
Для решения основных задач (задач управления и связи) корабля управления, на крейсере «Жданов» при его переоборудовании предусматривался комплекс постов флагманского командного пункта командующего флотом (командира оперативной эскадры). Состав комплекса включал: групповой штабной оперативный пост, предназначенный для обеспечения управления силами флота (эскадры), а также взаимодействующими силами при подготовке и в ходе ведения операции; штабные посты разведки и связи, а также размещение группы оперативного планирования для подготовки материалов и выполнения оперативно-тактических расчетов при планировании операций и оперативно-тыловой группы для разработки мероприятий но тыловому и специальному обеспечению сил флота (эскадры).
Групповой штабной оперативный пост (пост № 51 по заводской нумерации) включал в себя посты управления силами флота (эскадры), подводными лодками, противолодочными силами, ракетно-артиллерийскими и десантными кораблями, кораблями и судами обеспечения, средствами борьбы с радиоэлектронными средствами противника, береговыми ракетными частями, посты обстановки (главный боевой информационный пост), авиационный, ПВО, противоминной обороны и навигационного обеспечения, защиты от оружия массового поражения и другие. Для размещения группового оперативного поста со штабными постами разведки и связи (общей площадью более 350 м².) использовались бывшие командные помещения в носовой части верхней палубы, под полубаком (между шпилевым отделением и кают-компанией офицерского состава). Ликвидацию этих кубриков пришлось компенсировать, в отступление от многолетней традиции размещения матросов и старшин на нашем флоте, созданием новых командных помещений на полубаке и I-й площадке (кубрики № 1 и 2) за счёт увеличения объёма и высоты надстроек, с переносом катеров с I на II площадку. Рабочее помещение командующего флотом (командира эскадры) и начальника штаба с переговорной рубкой оборудовали на II площадке (под ходовой рубкой), увеличив носовую часть надстройки перед постом обстановки. Помещение группы оперативного планирования разместили на I площадке, рядом с одним из новых кубриков. Посты комплекса флагманского командного пункта были оборудованы средствами внешней и внутрикорабельной связи, выносными приборами навигационных средств, столами-планшетами и вертикальными планшетами. Пост обстановки имел, кроме того, специальные планшеты воздушной и надводной обстановки, а также выносной индикатор кругового обзора.

### Модернизация средств связи
По вооружению средствами связи КРУ «Жданов» являлся новым типом корабля, первым в составе отечественного ВМФ. Установленная на нём аппаратура позволяла сформировать более 60 каналов радиосвязи, одновременно действующих во всем диапазоне частот, обеспечив все возможные виды работ: слуховую телефонию и телеграфию, буквопечатание, фототелеграфию, сверхбыстродействующую связь, автоматический прием быстродействующих передач и спутниковую космическую связь. Аппаратура поста дальней связи обеспечивала при стоянке в базе флота многоканальную связь по проводным и радиорелейным линиям. Надёжная дальность связи корабля с берегом достигала 8 тыс. км, а при использовании ретранслятора — 12 тыс. км, на линиях космической связи была возможна связь с любым районом Мирового океана, но только через спутники на эллиптических орбитах (коротким сеансом связи). Система полноценной (через геостационарные спутники) космической связи была установлена спустя 9 лет после первой модернизации. Предусматривалась возможность дальнейшего развития и совершенствования линий связи, для чего на корабле резервировались помещения, массы, мощности энергопитания и прочее. На испытаниях крейсер имел устойчивую и надёжную радиосвязь со многими узлами связи (Генерального штаба Вооруженных Сил страны, Главного штаба ВМФ и штабов флотов, авиации, военно-морских сил и соединений Черноморского флота, кораблями 5-й оперативной эскадры и других флотов.
Для выполнения задач управления на корабле было установлено:
- 17 мощных KB- и СВ-радиопередатчиков (в том числе один — «Вяз» — мощностью 5 кВт)
- 57 КВ -, СВ- и ДВ-приёмников
- 9 радиостанций УКВ
- 3 радиорелейные УКВ- и ДЦВ[5]-станции
- аппаратура дальней связи.

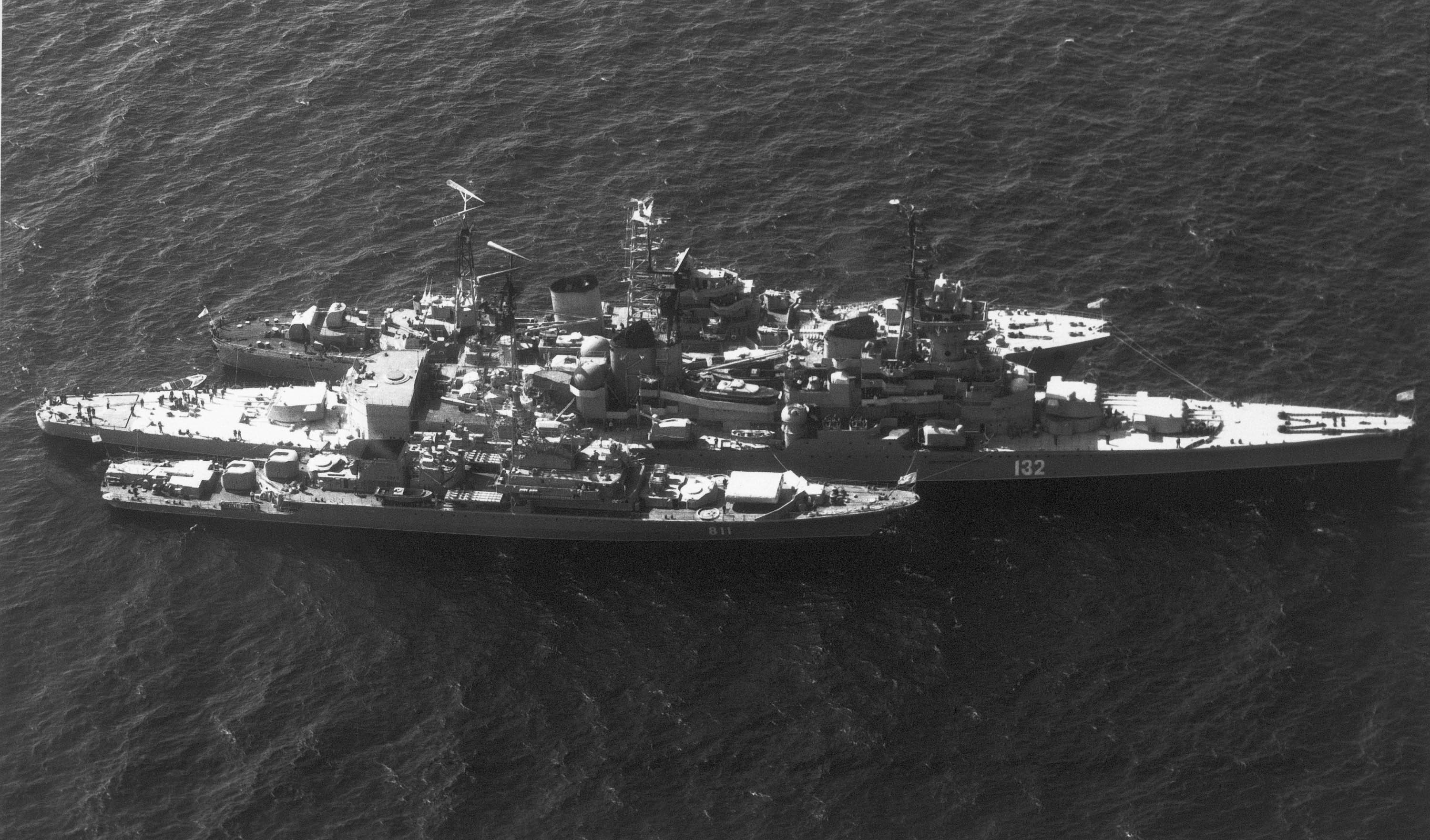
Жданов с кораблями «Беззаветный» и «Магомед Гаджиев»

Их работу обеспечивали 65 антенн, размещенных с учётом одновременности работы различных средств радиосвязи. Для этого приёмные и передающие антенны устанавливались на максимально возможных расстояниях, передающие (в основном) в корме, приёмные- в центре и на баке. В связи с трудностями размещения на корабле такого количества антенн на нём установили третью (ферменную) мачту на расстоянии около 25 м в корму от грот-мачты, имевшую высоту около 32 м от ватерлинии, с антеннами КВ-станции «Вяз» и космической связи «Цунами». Для повышения надёжности связи применялись развязывающие устройства и широкополосные антенные усилители, обеспечивающие работу нескольких радиоприёмников на одну антенну. Аппаратура радиосвязи размещалась в семнадцати постах. Значительное увеличение состава передающих средств связи потребовало увеличения площади имеющегося на I платформе с правого борта передающего радиоцентра более чем на 35 %; на нижней палубе в том же отсеке с левого борта оборудовали передающий радиоцентр. На полубаке, в средней части корабля, за счёт удлинения надстройки разместили посты правительственной, дальней и радиорелейной связи. Для руководства, организации и контроля связи был оборудован специальный командный пункт связи. Вследствие значительного роста энергопотребления установленную мощность генераторов пришлось увеличить на 30 % с соответствующим расширением помещений электростанций. Размещение боевых постов и личного состава, оборудование жилых, медицинских, культурно-бытовых, производственных и санитарно-бытовых помещений, санитарно-технические системы и устройства, обеспечивающие обитаемость и условия выполнения обязанностей экипажа корабля на боевых постах, отвечали требованиям ВМФ. При переоборудовании на корабле применили прогрессивную в то время одноканальную низконапорную систему кондиционирования воздуха в жилых помещениях, обеспечивающую подачу охлаждённого и осушенного воздуха. Система аэрорефрижерации боевых постов и погребов боезапаса, душирования охлаждённым воздухом всех постов управления в машинных отделениях обеспечивала создание в них нормальных условий несения вахты для личного состава при повышенных температурах наружного воздуха в районах эксплуатации корабля. Пополнение запасом пресной воды в течение всего срока автономности его плавания по запасам провизии (30 суток) обеспечивалось работой опреснительных и испарительных установок высокой производительности. После второй модернизации, (1980 г.) был обновлен парк аппаратуры связи всех видов и типов. Был также установлен главный комплекс — комплекс космической связи «Кристалл-К». Этот комплекс на порядок увеличивал надёжность связи с берегом при плавании в любых районах Мирового Океана. Однако, в процессе эксплуатации выяснилось, что система наведения антенн правого и левого борта не выдерживает никакой критики и была скопирована с механических береговых сухопутных подвижных комплексов. Конструкторы не учли морской специфики (волнения моря), боевые службы длились по 4-6 месяцев, и система наведения не выдерживала такой нагрузки. Все же, несмотря на это, она в значительной степени облегчала работу связистов.

## Боевой путь
- 25 января 1953 — Торжественно поднят военно-морской флаг СССР. С 2 ноября 1953 года командир легкого крейсера «Жданов» А. Н. Тюняев. Вошёл в состав 8-го оперативного соединения КБФ. Главная база — Таллин.
- 25 января 1954 — По случаю 1-й годовщины подъёма военно-морского флага на крейсере присутствовал главнокомандующий ВМФ СССР Адмирал флота Н. Г. Кузнецов.
- 24 декабря 1955 — Крейсер ведён в состав объединённого Балтийского флота.
- 11 ноября 1956 — В качестве штаба принимает участие в спасении экипажа подводной лодки М-200 «Месть».
- сентябрь-октябрь 1957 — первый дальний поход, совместно с эсминцем «Свободный». Командир крейсера капитан 1 ранга Б.Гаврилов. Под флагом вице-адмирала В. Ф. Котова проходят официальные визиты:
  - 12 — 18 сентября 1957 — визит в Сплит (Югославия)
  - 21 сентября — 1 октября 1957 — визит в Латанию (Сирия)
- 27 марта 1960 — 28 февраля 1965 — нахождение на консервации, пребывание в резерве в Балтийске.
- 1 марта — 31 августа 1965 — расконсервация, ввод в состав кораблей постоянной боевой готовности
- 24 октября — 19 ноября 1965 — переход крейсера вокруг Европы из Балтийска (ДКБФ) в Севастополь (КЧФ). Командир крейсера — капитан 1 ранга Ю.Максимов
- 1 декабря 1965 — Поставлен к причалу Севморзавода для переоборудование, проведения среднего ремонта и модернизации из крейсера проекта 68бис в корабль управления по проекту 68У-1. Вошёл в состав КЧФ.
- 28 ноября 1970 — Совместное совещание представителей ГШ ВМФ и ГУК, МСП на борту корабля под руководством Главкома Адмирала Флота СССР С. Г. Горшкова.
- май — сентябрь 1971 — проведение швартовых и заводских ходовых испытаний.
- октябрь — ноябрь 1971 — государственные испытания. приёмный акт подписан 27 ноября, в конце года был переклассифицирован в крейсер управления (КРУ). Командир крейсера — капитан 1 ранга Роберт Проскуряков, замполит — капитан 2 ранга Корников, старший помощник — капитан 2 ранга Ан. Шакун.
- 1 декабря 1971 — Завершение переоборудования крейсера
- 14 января 1972 — Повторное совместное совещание представителей ГШ ВМФ и ГУК, МСП на борту корабля под руководством начальника Главного штаба ВМФ Адмирала флота Н. Д. Сергеева.
- апрель-июнь 1972 — Сдав курсовые задачи, зачетные стрельбы — крейсер зачисляется в состав 150 бригады больших ракетных кораблей КЧФ.
- 10 — 24 августа 1972 — Совершен переход из Севастополя в базу Северного флота г. Североморск. В сентябре принимает участие в КШУ[6] «Север-72». Тема «Обеспечение связью МО СССР Маршала Советского Союза А. А. Гречко в ВПУ МО СССР (КПУ ГК ВМФ) при переводе ВС СССР в высшие степени боевой готовности».
- 27 сентября 1972 — По окончании учений совещание на борту крейсера руководящего состава ВМФ и КСФ под руководством ГК ВМФ С. Г. Горшкова.
- 21 — 27 октября 1972 — Выход из Североморска в составе отряда кораблей — БПК «Севастополь», эсминца «Бывалый» и четырёх подводных лодок проекта 641Б, обеспечение преодоления ими Фареро-Исландского и Гибралтарского противолодочных рубежей обороны, для последующей боевой службы в Средиземном море. В один из штормовых дней произошла перегрузка представительского комплекта и одного офицера с крейсера на борт эсминца «Бывалый», шедшего в Конакри. Операция проводилась на ходу, кильватерным способом, при ветре 27—35 м/с и волнении океана 6—7 баллов. Командир перехода — капитан 1 ранга Капитанец, начальник штаба 5-й Средиземноморской эскадры.
- 11 — 26 ноября 1972 — Принимает штаб 5-й оперативной эскадры ВМФ СССР под командованием контр-адмирала В. Е. Волобуева с плавбазы «Виктор Котельников», с последующей передачей штаба на неё же.[7]
- 2 декабря 1972 — Возвращение в Севастополь.
- 17 января — 3 февраля 1973 — Ремонт в Севморзаводе, на Северной стороне (г. Севастополь)
- 25 января 1973 — Исполнилось 20 лет со дня поднятия флага ВМФ. Выпущен памятный знак «Жданову 20 лет».
- 5 марта — 14 апреля 1973 — Переход Севастополь — Атлантика, точка 30° 00' западной долготы, 50° 00' северной широты, R=50 миль. Боевая часть связи крейсера проводит учения и тренировки по теме «Кавказ-6» с ЦУС ВМФ и правительственными самолётами, при выполнении ими технических рейсов по маршруту Москва — Нью-Йорк и обратно, другими кораблями обеспечения по трассе перелёта, узлами связи ВМФ СССР, («Компас» — Москва, «Каньон» — Куба, «Анкер» — Калининград и другими, причём в крайне тяжелых штормовых условиях Северной Атлантики.
- 16 мая — 9 августа 1973 — Выход на боевую службу. Около 100 матросам и старшинам отдельным приказом министра обороны срок службы был продлен ещё на три месяца.
- 19 мая 1973 — Прием штаба 5-й эскадры с плавбазы «Колышкин».
- 31 мая 1973 — Переход штаба на РКР «Грозный». КРУ «Жданов» получил приказ следовать в Атлантический океан на обеспечение связью Верховного Главнокомандующего Генерального секретаря ЦК КПСС Л. И. Брежнева на маршруте перелета правительственного самолёта Москва-Нью-Йорк с официальным визитом в США, Республику Куба и обратно, а также с визитом во Францию. Ввиду изменения обстановки крейсеру пришлось пройти за двое суток со скоростью 25-26 узлов 1240 миль, с траверса Бискайского залива к Фарерским островам. Возвращалась правительственная делегация из США и Кубы в Москву уже через Париж. Вследствие чего крейсер совершил переход в район Азорских островов, находясь примерно на одной параллели со столицей Франции.
- 1 июля 1973 — Спуск за борт водолаза мичмана Ю. Л. Никитина в Атлантическом океане (траверс Гибралтарского пролива) для очистки винтов корабля от намотавшихся 3-х капроновых тросов, упущенных при дозаправке крейсера танкером «Ленинград». Далее возвращение в Средиземное море и обеспечение штаба эскадры.
- 25 июля—27 июля 1973 — Деловой заход в Порт-Саид (Египет) со штабом эскадры на борту под командованием контр-адмирала В. Е. Волобуева. Несмотря на заход, крейсер находился в боевой готовности 1, ввиду нахождения в районе боевых действий арабо-израильских войск. Командир крейсера капитан 1 ранга Р. А. Проскуряков.
- 14 — 16 сентября 1973 — Участие в торжествах по случаю 30-летия освобождения города Новороссийска от немецко-фашистских захватчиков, присвоение городу звания «Город-герой».
- 30 октября — 23 декабря 1973 — Докование в Новороссийске, в плавдоке.
- май-июнь 1974 — Крейсер в очередной раз посещает Главком Адмирал Флота СССР С. Г. Горшков.
- 27 июня 1974 — Выход на очередную боевую службу. Прием штаба 5 ОПЭСК с ПКР «Москва», с последующим его обеспечением в течение пяти месяцев всеми видами связи, особенно в период «кипрских событий» (Военный переворот на Кипре, вторжение турецких войск).
- 31 августа — 5 сентября 1974 — Деловой заход КРУ «Жданов» в порт Александрия, Египет со штабом 5 эскадры под командованием контр-адмирала В. А. Акимова. Командир крейсера капитан 1 ранга Р. А. Проскуряков, замполит капитан 2 ранга БорисовВ конце ноября эскадру посещает командующий Черноморским флотом вице-адмирал Н.Ховрин.
- 1 декабря 1974 — C командующим на борту крейсер «Жданов» возвращается в Севастополь. Далее постановка в завод. По итогам социалистического соревнования в 1974 году корабль занял 1-е место среди кораблей 150-й Отдельной бригады. Крейсер награждён переходящим Красным Знаменем ЦК ВЛКСМ.
- 30 марта — 13 июля 1975 — Выполнение задач боевой службы.
- 10 апреля — 21 апреля 1975 — Участие в учениях противолодочных сил ВМФ СССР «Океан-75» с развертыванием КП руководителя учений — заместителя ГК ВМФ адмирала Н. Н. Амелько (на фото) на борту крейсера. Артиллерийская стрельба главным калибром по щиту ночью из ордера через свои корабли на маневрировании.
- 12 — 17 мая 1975 — Официальный визит ОБК в составе КРУ «Жданов», БПК «Сдержанный» и БПК «Скорый» под флагом командира 5 ОПЭСК контр-адмирала В. А. Акимова в порт Сплит, (Югославия) Командир корабля капитан 2 ранга А. М. Шакун.
- 3 — 7 июля 1975 — Официальный визит крейсера управления «Жданов» и БПК «Красный Крым» под флагом командира 5 ОПЭСК контр-адмирала В. А. Акимова в порт Тулон, Франция (на фотографии выше). Командир крейсера капитан 2 ранга А. М. Шакун.
- 27 июля 1975 — Корабль-хозяин в День Военно-Морского Флота в городе-герое Севастополе. Приём на корабле партийно-правительственной делегации Кубани.
- 9 — 10 августа 1975 — Приём и экскурсии по кораблю пионеров лагеря «Артек» и других пионерских лагерей Крыма, делегации ЦК ВЛКСМ. Пребывание на борту крейсера маршала авиации Е. А. Савицкого и космонавтов СССР П. Р. Поповича и А. Г. Николаева. С концертом выступил Савелий Крамаров.
- 15 мая — 7 октября 1976 — Несение и выполнение задач боевой службы в Средиземном море. Обеспечение функционирования корабельного пункта управления штаба 5-й оперативной эскадры ВМФ СССР. В ходе неё принимает участие в учениях «Крым-76».
- 13 — 17 июля 1976 — Деловой заход КРУ «Жданов» в порт Тартус, Сирия. Командир капитан 2 ранга А. М. Шакун.
- 23 — 25 июля 1976 — Встреча в Средиземном море с ПКР «Киев», во время его первого перехода из Севастополя в Североморск. День ВМФ, точка 52, залив Эс-саллум.
- 28 августа 1976 — Совместно с БПК «Смелый» экстренно приходит в район столкновения нашей атомной подводной лодки К-22 «Красногвардеец» с американским фрегатом USS FF-1047 Voge. В их охранении лодка своим ходом переходит в точку 5 (Китира), где ей была оказана помощь.
- 17 — 22 сентября 1976 — Официальный визит советских кораблей в составе КРУ «Жданов» и БПК «Смелый» под флагом командира 5 ОПЭСК вице-адмирала В. А. Акимова в порт Мессина, Италия. Командир крейсера капитан 2 ранга А. М. Шакун, замполит капитан 3 ранга Э. Ф. Белоусов.
- 3 — 4 октября 1976 — После перевода штаба 5-й ОПЭСК на ПРК «Ленинград», крейсер уходит в Севастополь.
- 7 — 9 мая 1977 — визит и прием на крейсере делегации шефов во главе с депутатом Верховного Совета СССР, членом ЦК КП Узбекской ССР Н. Р. Хамраевым. Экипажу были подарены музыкальные инструменты для эстрадного ансамбля.
- осень 1977—1980 — Крейсер становится на средний ремонт, в ходе которого проведена модернизация средств связи. На кормовой автоматной площадке установлена новая надстройка с двумя (правого и левого борта) антеннами комплекса «Кристалл-К» для связи через спутники на геостационарных орбитах. Новый комплекс мог обеспечить круглосуточную беспрерывную связь одновременно по пяти засекреченным каналам высокой стойкости и одному служебному. Кроме того, появлялась возможность просмотра TV-каналов СССР в дальнем походе.
- весна 1981 — Крейсер вводится в состав кораблей постоянной боевой готовности. Командир крейсера капитан 1 ранга Ан. Шакун, замполит капитан 2 ранга В. И. Толкачев.
- 26 июля 1981 — Крейсер вновь выступает в роли корабля-хозяина в День Военно-Морского Флота, по случаю которого происходит визит и прием на борту КРУ «Жданов» командующим Черноморским флотом Главнокомандующего ВМФ СССР Адмирала Флота С. Г. Горшкова и 80 человек гостей, в том числе первого заместителя министра внутренних дел генерал-полковника О.Чурбанова с супругой Галиной Брежневой, командующих Одесским, Северокавказским и Закавказским военных округов, руководителей Крыма и Севастополя.
- 14 февраля — 16 августа 1982 — Несение и выполнение задач боевой службы в Средиземном море. Обеспечение функционирования корабельного пункта управления штаба 5-й оперативной эскадры ВМФ СССР. Помимо этой главной задачи, пожалуй, впервые, выполняет ударные задачи. Так в течение 60 часов вел слежение за авианосцем «Нимитц» со скоростью 24-28 узлов.
- 5 — 14 июня 1982 — Деловой заход крейсера «Жданов», эсминца пр.56 и пл.пр.641 в порт Дубровник, Югославия со штабом 5 эскадры на борту. Командир крейсера капитан 1 ранга А. М. Шакун
- 20 июня — 12 августа 1982 — Обеспечение ПВО Сирийской Арабской Республики на рейде порта Тартус от кораблей, самолётов США, НАТО и Израиля. Круглосуточное нахождение в боевой готовности-1 пятидесяти процентов зенитно-ракетных средств корабля в ходе сирийско-израильской войны в Ливане и долине Бекаа. В этом же районе проводит многочисленные учения и стрельбы.
- с 27 июня 1982 — Непродолжительное время находится с деловым визитом в порту Тартус со штабом 5 ОПЭСК под командованием контр-адмирала В. А. Селиванова.
- сентябрь 1982 Крейсер совершает штурманский поход с курсантами КВВМПУ (Киевского) вдоль берегов Крыма и Кавказа, посещает рейды Поти и Батуми.
- 15 сентября 1982 — В ходе похода принимает участие в праздновании 39-годовщины освобождения города-героя Новороссийска от немецко-фашистских захватчиков и установке Мемориала воинам Советской Армии на «Малой земле». Далее, участие в традиционных соревнованиях на приз ГК ВМФ и с тем же традиционным результатом.
- 25 января 1983 — Крейсеру исполняется 30 лет. Выпущен памятный знак «Жданову 30 лет».
- 6 февраля — 28 августа 1983 Несение и выполнение задач боевой службы в Средиземном море. Обеспечение функционирования корабельного пункта управления штаба 5-й оперативной эскадры ВМФ СССР.
- апрель 1983 г. — С командирского мостика уходит командир крейсера капитан 1-го ранга Шакун, находившийся на этой должности 8 лет. Командиром назначен капитан 2 ранга А. А. Рыженко.
- 20 апреля — 24 апреля при проверке Средиземноморской эскадры и учений «Океан-83», крейсер посещает зам. Главнокомандующего, начальник Главного штаба ВМФ СССР адмирал В. Н. Чернавин, зам. начальника связи ВМФ контр-адмирал Орлов и др.
- 10 — 24 июня 1983 — Деловой заход под флагом командира 5 ОПЭСК контр-адмирала В. Е. Селиванова в порт Тартус.
- 10 — 14 октября 1983 — Официальный визит совместно с СКР «Пылкий» под флагом командующего Черноморским флотом вице-адмирал А. М. Калинина в порт Пирей, Греция. Командир крейсера капитан 1 ранга А. А. Рыженко, замполит капитан 3 ранга В. А. Гержов.
- 15 февраля — 25 апреля 1984 Несение и выполнение задач боевой службы в Средиземном море. Обеспечение функционирования корабельного пункта управления штаба 5-й оперативной эскадры ВМФ СССР. Охрана воздушного пространства Ливийской Джамахирии от налетов самолётов США (НАТО). Выполнение функций КРЛД в заливе Сидра. Обеспечение открытых каналов связи с УС ГШ ВС СССР и самолётами дальней авиации, находящимися в немедленной готовности к вылету в район событий.
- 10 — 14 апреля 1984 — крейсер осуществляет официальный визит в порт Триполи совместно с БПК «Сдержанный» под флагом командира 5 ОПЭСК контр-адмирала В. Е. Селиванова. Командир крейсера капитан 1 ранга А. А. Рыженко.
- 15 мая — 13 июня 1984 — Выход КРУ «Жданов» в Средиземное море на учения «Океан-84». На борту группа высших офицеров военного отдела ЦК КПСС, начальник связи ЧФ контр-адмирал Аверин и другие. Тема учений в Средиземноморском районе: «Разгром АМГ противника ОС РУС во взаимодействии с МРА ВВС ЧФ». Командир 5 ОПЭСК вице-адмирал В. Е. Селиванов. В учениях принимали участие БПК «Комсомолец Украины», «Сдержанный», «Стройный», «Удалой», эсминцы «Находчивый», «Сознательный», БРК «Бедовый», «Неуловимый», СКР «Сильный», «Дружный», «Волк», МРК «Зарница», ПЛ К-298, разведывательный корабль «Кильдин», танкер «Десна» и др.
- Постановка в док в Троицкой бухте. Новым командиром крейсера назначается капитан 2-го ранга В. Ю. Кудрявцев.
- 11 мая — 30 сентября 1985 — Выход на последнюю боевую службу.
- 18 июня — 9 июля 1985 — Деловой заход под флагом командира 5 ОПЭСК вице-адмирала В. Е. Селиванова в порт Тартус. Полтора месяца на крейсере проходила практику большая группа курсантов двух военно-морских училищ страны.
- октябрь — ноябрь 1985 — На рейде Балаклавы принимает участие в съёмках художественного фильма «Чичерин», в главной роли с Леонидом Филатовым.
- сентябрь 1986 — Корабль становится в Севморзавод на последний средний ремонт и модернизацию. Командиром крейсера назначается капитан 2 ранга В.Волынский.
- 25 января 1988 — Кораблю исполняется 35 лет. Выпущен знак «Жданову 35».
- В сентябре 1988 — принимает участие в учениях ЧФ «Осень-88». Командир крейсера капитан 1 ранга А.Римашевский.
- 21 февраля 1989 — Снято наименование «Жданов». Нового не присваивалось, числился как «КРУ 101».
- 10 декабря 1989 — Приказом Главнокомандующего ВМФ СССР крейсер управления «Жданов» исключен из состава кораблей ВМФ.
- 19 апреля 1990 — Спущен флаг ВМФ СССР. Разоружение крейсера и передача в Отдел фондового имущества для демонтажа и реализации.
- февраль 1991 — Экипаж крейсера расформирован. Крейсер продаётся частной зарубежной фирме на металлолом.
- 27 ноября 1991 — Буксиром «Шахтёр» уведён в порт Аланг, Индия.

## Награды
- 1956 По итогам 1955 года завоеваны кубки КБФ «Лучшей штурманской, артиллерийской и электромеханической боевым частям». Занято 2-е место по итогам стрельб на приз ГК ВМФ.
- 1958 Занято 2-е место по итогам стрельб на приз ГК ВМФ, первое на БФ. БЧ-1 и БЧ-5 — признаны лучшими на флоте.
- 23 февраля 1958 Крейсер награждён Переходящим знаменем ЦК КП Эстонии.
- 1973 Участие в артиллерийских стрельбах на приз ГК ВМФ. Крейсер занял 2-е место, 1-е место на Черноморском флоте.
- 1981 Участие в состязаниях на приз ГК ВМФ. По итогам выполнения состязательных артиллерийских стрельб — 2-е место в ВМФ и 1-е место на ЧФ.
- 1985 В состязаниях на приз ГК ВМФ по итогам выполнения состязательных артиллерийских стрельб — КРУ «Жданов» занял 1-е место в Военно-Морском флоте страны. Командир капитан 1 ранга В. Ю. Кудрявцев, замполит капитан 3 ранга Галяуф.